# Processo e morte di Socrate
Processo e morte di Socrate è un film del 1939 diretto da Corrado D'Errico.
Il regista ha curato anche l'adattamento dei dialoghi platonici: Apologia, Critone e Fedone.

## Produzione
Degna di rilevanza la presenza di Ermete Zacconi, uno dei più grandi attori della tradizione teatrale ottocentesca italiana, che aveva rappresentato i Dialoghi platonici appena un anno prima sul palcoscenico del Teatro comunale di Bologna e su quello del Delle Arti di Roma (rispettivamente marzo e aprile 1938), nonché oltreoceano durante la successiva tournée sudamericana dell'attore.
Il film influenzò le successive riprese dello stesso testo effettuate dalla televisione e più volte in teatro.

## Distribuzione
Il film fu distribuito nelle sale cinematografiche italiane il 27 dicembre del 1939.

## Accoglienza
Nonostante il fatto che furono utilizzati molti dei più celebri attori del momento, il giudizio riportato dal Morandini è severo: l'opera è considerata impacciata, scolastica, tecnicamente povera.